# Veronika Zajícová
Veronika Zajícová (* 26. listopadu 2003 Opava) je česká bojovnice ve smíšených bojových uměních. V současnosti soutěží v organizaci Real Fight Arena. Je šampiónkou mezinárodní asociace smíšených bojových umění Gamma v strawweight váze v disciplíně striking. Mezi její další úspěchy patří zisk 3. místa na mistrovství Evropy v boxu juniorů. Trénuje v klubu SBG Ireland HQ v Irsku pod vedením trenéra Johna Kavanagha. Studuje na Střední průmyslové škole v Krnově.

## BOX a MMA kariéra
Na počátcích kariéry, se Veronika Zajícová věnovala aikidu. To jí však nebavilo, protože je tento sport málo kontaktní. Nevyhovovalo jí hledání harmonie (rovnováhy v životě, míru, středu) ve které rivalita a soutěživost, nezbytné součásti sportovních klání, nemají místo.
V roce 2017 začala navštěvovat Box Club Krnov, kde sbírala první zkušenosti z boxu.
V roce 2018 a 2019 závodila u SÚS Boxing Krnov, kde získala první medaili z republikového šampionátu. V roce 2019 a 2020 závodila pod organizací Thai Box Rivals.
Od roku 2020 boxuje opět pod organizací Box Club Krnov.
MMA začala trénovat u Box Club Krnov. Později se v MMA zdokonalovala u Jayman MMA Fighting Systems z.s., kde také začala zápasit závodně v amatérských utkáních.
Následně ji oslovila Irská organizace SBG Ireland HQ, kde zakotvila. Tato organizace ji připravila na její první profesionální zápasy v kariéře.
První zápas byl s Maďarskou borkyní Katalin Aranyi. Tato v den vážení převážila dohodnutou váhu 55,2 o 2 kilogramy. Veronika přesto zápas přijala a zvítězila 3:0.

## Vážný úraz a návrat k MMA
10. listopadu 2021 Veroniku Zajícovou v Ostravě na přechodu pro chodce srazilo v plné rychlosti auto. Nepozorný řidič se plně nevěnoval řízení a proto Veroniku přehlédl. Měla prasklou lebku, krvácení do mozku, prasklý obratel a komplikovanou zlomeninu.
Byla hospitalizována měsíc ve Fakultní nemocnici v Ostravě-Porubě na oddělení ARO. Ihned po propuštění intenzivně trénovala co bylo možné, aby mohla co nejdříve zpět do ringu a do klece. Po pár měsících se jí to podařilo a dne 18. června 2022 zvítězila v Ostravě na „Dni bojovníků“. To ji otevřelo cestu na mistrovství Evropy.
Na Mistrovství Evropy v Gruzii, 28. září 2022, tedy cca 10 měsíců od nehody, zvítězila v MMA disciplíně Striking.
Následují další zápasy, amatérské i profesionální.

## Účast v Miss České republiky
7. května 2023 se Veronika Zajícová zúčastnila castingu na Miss České republiky. Zde uspěla a stala se tak semifinalistkou Miss České republiky pro rok 2023. V roce 2023 se stala finalistkou Miss České republiky.
6. června 2010 ve svých šesti letech Veronika Zajícová v 10. ročníku soutěže pro malé slečny Miss Lentilka získala titul Miss Publikum.
Redakce časopisu Playboy ji označila za „Nejkrásnější zápasnici Česka“.

## Sociální práce a pomoc lidem s postižením
Veronika Zajícová pracuje v chráněné dílně svých rodičů jako provozní pracovník. Věnuje se hendikepovaným zaměstnancům.
Tato dílna poskytuje osobám s postižením možnost zapojit se do různých pracovních aktivit a získat tak nejenom pracovní dovednosti, ale i důležité sociální interakce. V chráněné dílně se jednotlivci mohou rozvíjet, a co je nejdůležitější, cítit se užiteční a potřební ve společnosti. Veronika se snaží vytvořit prostředí, kde je důležité, aby každý jedinec mohl uplatnit svůj potenciál bez ohledu na své omezení.
Jedním z hlavních cílů Veroniky Zajícové je změnit předsudky a negativní stereotypy, které často ovlivňují vnímání lidí s postižením. Díky osvětovým kampaním, setkáváním s veřejností a zapojením médií se snaží ukázat, že každý jedinec má své schopnosti a přispění, které může do společnosti přinést.
Veronika Zajícová je významnou osobností a předsedkyní správní rady zapsaného ústavu Proti bariérám. Tento ústav se specializuje na poskytování sociálních služeb a vytváření komunity, která spojuje lidi s postižením i bez postižení. Hlavním cílem tohoto ústavu je podpora a začlenění lidí s postižením na trh práce a dále pak Poskytování sociálních služeb v souladu s požadavky zákona 108/2006 Sb. o sociálních službách.
Jedním z partnerství Veroniky v sociální oblasti je spolupráce s neziskovou organizací Portavita. Tato organizace poskytuje pomoc a podporu lidem, kteří se ocitli v těžké sociální situaci. Veronika aktivně podporuje Portavitu.
V rámci svého angažmá v organizaci RFA se Veronika zasadila o to, aby mladí lidé z nepříznivých sociálních prostředí měli přístup k inspirativním zážitkům. Díky její podpoře získávají vstupenky na galavečery, kde mohou vidět své vzory ze sportovního světa v akci. To je pro mladé lidi nejenom zábavným zážitkem, ale také motivací a ukázkou toho, že píle a vytrvalost mohou vést k úspěchu.

### Setkávání s fanoušky v dětských domovech
Dalším emocionálním momentem ve Veroničině životě jsou setkání s fanoušky v dětských domovech a sociálních zařízeních. Tato setkání jsou plná radosti a inspirace a Veronika se snaží v každém jednotlivci probudit naději a víru v lepší zítřky. Její osobní přístup a empatická povaha pomáhají těmto dětem a mladým lidem cítit se výjimečně a oceněně.

### Spolupráce s Beats for Love
Další oblastí, kde Veronika aktivně působí, je spolupráce s hudebním festivalem Beats for Love. Pomáhá s propagací a podporuje tuto událost, která má nejen hudební rozměr, ale také sociální poslání. Díky festivalu jsou vybrané charitativní projekty podpořeny finančně a Veronika se snaží o to, aby tyto projekty měly co největší dosah a prospěch pro společnost.

### Ambasadorka nadace Počítače dětem
Veronika Zajícová také plní roli ambasadorky nadace Počítače dětem. Tato nadace se zaslouží o zásadní změny v životech rodin s dětmi, které by si počítače a výpočetní techniku nemohly jinak dovolit. Jejich úsilí směřuje k vytvoření rovných příležitostí pro všechny děti, bez ohledu na jejich socioekonomický status.
Veronika se osobně setkává s rodinami, kterým nadace pomáhá, a vidí, jaký obrovský rozdíl počítač může v životě dítěte udělat. Rodiny jsou vděčné za šanci, kterou díky nadaci dostaly, a děti dosahují nových úspěchů ve škole i v osobním růstu. Díky výpočetní technice se rozvíjejí dovednosti, které jim otevírají nové možnosti do budoucnosti.

### Podpora organizací a útulků pro zvířata
A co se týče čtyřnohých kamarádů, Veronika nezapomíná ani na ně. S úsměvem říká: „Já pomáhám jim, ale oni mi pomáhají více. Jsou to takové moje baterky.“
Veronika má velkou lásku k zvířatům a podporuje různé organizace a útulky, které se starají o opuštěná a potřebná zvířata. Její láska a péče o čtyřnohé kamarády jsou zdrojem radosti a pomáhají ji v náročných chvílích.

### Trénování lidí s hendikepy
V květnu 2023 vyzvala Zajícová k souboji youtubera Dannyho Threemana. Učinila tak proto, že vyzval nevidomého Dragunova k souboji v kleci v Clash of the Stars. Protože ale organizátor soutěže Clash of the Stars nesouhlasil se soubojem s odůvodněním, že nedopustí zápas mezi mužem a ženou, rozhodla se Veronika Zajícová podpořit nevidomého Dragunova tím, že jej bude trénovat a připravovat na zápas mezi ním a Dannym dne 10. června 2023.

## Tituly a úspěchy

### BOX
- Mistr ČR 2017 (do 48 kg) (zároveň oceněna jako nejtechničtější boxerka turnaje)
- Mistr ČR 2020 (do 51 kg)
- Mistrovství ČR 2022 stříbro
- Mistrovství Evropy 2020 bronz[39]

### Kickbox
Mistrovství ČR 2023 ČSK Lowkick- zlato
Mistrovství ČR 2023 K1- zlato

### Grappling
Mistrovství ČR 2023 NO-GI- zlato
Mistrovství Izraele 2023 NO-GI- zlato

### Smíšená bojová uměníMMA
V roce 2022 zisk titulu světové organizace GAMMA European Champion MMA Championship 2022-Tbilisi-Gruzie, B11 Elite striking MMA

### Osobnost roku 2022
Veronice Zajícové udělila sportovní komise města Krnova, kde zároveň pobývá, ocenění sportovec roku 2022 a zároveň byla oceněna veřejným hlasováním, kdy získala ocenění osobnost roku 2022.

### Sportovec roku 2022, Moravskoslezského kraje
Anketu Sportovec Moravskoslezského kraje vyhlašuje Moravskoslezský kraj společně s partnery – Moravskoslezskou krajskou organizací České unie sportu a Všesportovním kolegiem Moravskoslezského kraje. A Veronice Zajícové udělili ocenění v kategorii „počin roku“.

## MMA výsledky

### Profesionální kariéra
| Výsledek | Bilance | Soupeř            | Skóre soupeřky | Metoda  | Událost | Datum             | Kolo | Čas   | Místo                    | Poznámka                              |
| -------- | ------- | ----------------- | -------------- | ------- | ------- | ----------------- | ---- | ----- | ------------------------ | ------------------------------------- |
| Výhra    | 2-3     | Agata Truskolaska | 0-2            | TKO     | RFA 16  | 13. duben 2024    | 1    | 00:25 | Opava, Česká republika   |                                       |
| Prohra   | 1-3     | Jana Vránková     | 0-0            | Na body | RFA 15  | 09. březen 2024   | 3    |       | Bratislava, Slovensko    |                                       |
| Prohra   | 1-2     | Beáta Juhász      | 3-7            | Na body | RFA 13  | 25. listopad 2023 | 3    |       | Budapešť, Maďarsko       |                                       |
| Prohra   | 1-1     | Amina Mukhamed    | 0-0            | Na body | RFA 10  | 13. květen 2023   | 3    |       | Havířov, Česká republika | Soupeřka převážila nad povolený limit |
| Výhra    | 1-0     | Katalin Aranyi    | 0-0            | Na body | RFA 9   | 22. duben 2023    | 3    |       | Prievidza, Slovensko     | Soupeřka převážila nad povolený limit |